# Jaume Cañellas
Jaume Cañellas Galindo (Barcelona, España, 29 de noviembre de 1965) es un médico psiquiatra español. Doctor en Medicina y Cirugía por la Universidad Autónoma de Barcelona. Especialista en Psiquiatría general y Psiquiatría infantojuvenil por la  Universidad de Montpellier, en la Facultad de Medicina de Montpellier. Psicoterapia por el I.P.S.

## Biografía
Fue el primer médico español miembro del "Conseil de l´Ordre des Médecins" (Hérault) en Francia, el año 1986. Tras completar su formación en Francia, volvió a España y trabajó en el ámbito de la medicina pública de adultos e infantojuvenil. Dirigió el centro de salud mental de Martorell (Barcelona) y fue miembro de la Comisión de Docencia e Investigación del área sanitaria de Costa de Ponent (Barcelona). Posteriormente creó y dirigió el primer Servicio de Psiquiatría y Psicología de la Clínica la Alianza de Gerona. Fundó y dirigió el Instituto Gerundense de Psiquiatría y Psicología Clínica (Gerona), desde 1995 hasta 1998.
Es miembro del Grupo Internacional de Formadores en Asistencia Médico Psicológica de la Perínatalidad, dependiente del Ministerio de Sanidad francés, con sede en Montpellier, desde 1990 y miembro fundador de la Asociación Francesa para el Estudio y la Formación en Asistencia Médico Psicológica de los Trastornos Perinatales, con sede en Narbonne, desde 1991.
Fue el primer psiquiatra infantojuvenil, del también primer centro de salud mental infantojuvenil del Servicio Catalán de la Salud pionero en la provincia de Gerona. Estableciéndose definitivamente en la capital de Gerona desde 1990.

## Plataforma para la Psiquiatría infantojuvenil en España
Desde el año 1989 el doctor Jaume Cañellas Galindo, reivindica públicamente que la especialidad de Psiquiatría infantojuvenil es fundamental para prevenir las enfermedades mentales de la población adulta. En este sentido, afirma que los datos de la Organización Mundial de la Salud (OMS) ponen de manifiesto que un tercio del total de patologías mentales clasificadas internacionalmente (DSM V y CIE 10) se producen específicamente en la infancia y la adolescencia, aunque también hay otros trastornos, como los neuróticos o la esquizofrenia, que suelen iniciarse en estas etapas de la vida. Añade que más del ochenta por ciento del total de las enfermedades mentales de los adultos, tienen sus raíces en la infancia o la adolescencia.
En el año 2007, el doctor Jaume Cañellas, junto con varias asociaciones, familias cuyos hijos tienen detectados trastornos mentales y otros psiquiatras infanto-juveniles, principalmente el doctor Joaquín Díaz Atienza, impulsa la creación de la primera «Plataforma para la Psiquiatría infanto-juvenil en España». Esta Plataforma parte de la base de que las enfermedades mentales en la infancia y la adolescencia tienen particularidades concretas que, por sí mismas, justifican la existencia de una especialidad médica propia, ya que si no se conoce el desarrollo psicoafectivo y las características psiquiátricas propias de la etapa infantojuvenil, se podrían pasar por alto aspectos que en un futuro pueden convertirse en trastornos o enfermedades mentales graves del adulto. Jaume Cañellas recuerda además que la Asociación Internacional de Psiquiatría del Niño y el Adolescente y Profesiones Afines (IACAPAP) recomienda, desde la Declaración de Budapest del 14 de mayo de 1992, que cada nación realice un plan para el reconocimiento y el apoyo de la especialidad de la psiquiatría del niño y del adolescente, de la psicología clínica y de las profesiones afines referidas al desarrollo mental de los niños.
Esta falta de la especialidad de Psiquiatría infantojuvenil, según Jaume Cañellas, hace que históricamente en España se produzca un elevado número de casos de sobrediagnóstico e infradiagnóstico de la población infantil con trastornos o enfermedades mentales. Porque no se puede dejar la salud mental infantojuvenil en manos de profesionales que no están especializados en la materia.

## Fundación Dr. Jaume Cañellas
Fundación sin ánimo de lucro creada en el año 2012.
Misiones principales de la Fundación Dr. Jaume Cañellas:
A. Desarrollar una especialidad médica de psiquiatría del niño y del adolescente y de psicología clínica infantojuvenil serias y homologabes a nivel hispano-americano.
B. Reivindicar y promover estas especialidades profesionales serias, homologables y asegurar una prevención, atención y asistencia de calidad en salud mental infantil y juvenil, en los países de habla hispana .
Actividades principales de la Fundación Dr. Jaume Cañellas:
- A. Promover, informar a la sociedad y a los familiares y formar a los profesionales (médicos paido-psiquiatras y psicólogos clínicos) para que estén seriamente formados en la especialidad infantojuvenil y que ejerzan la prevención, la intervención temprana y el tratamiento de los trastornos y las enfermedades mentales de los niños y los adolescentes.
- B. Promover que la formación médica y psicológica esté pendiente de las necesidades en salud mental de los niños, adolescentes y de sus familias y que sean incluidas en el plan de estudios de los alumnos de medicina general y de psicología.[5]

## Algunas obras escritas
Materiales gratuitos de uso interno en centros docentes. 
Exentos de ISBN :
- La personalidad anaclitodepresiva límite - Ed. U. Barcelona (2005)
- Migration and Mental Health - Ed. U.A.B. (1994)
- Risk Pregnancy - Ed. U.A.B. (1990)
- L´enfant hyperkinétique et son échec scolaire - Ed. U. Montpellier I (1989)
- Estimulación precoz en el Síndrome de Down - Ed. U. Barcelona (1982)

Obras con ISBN:
- Health in Catalonia ISBN 978-1244829954
- Spanish Physicians ISBN 978-1156610152
- Alumnado de la Universidad Autónoma de Barcelona ISBN 978-1232491590
- Jaume Cañellas Galindo ISBN 978-6136779218